# 小金井站
小金井站（日语：／ Koganei eki */?）是屬於東日本旅客鐵道宇都宮線（東北本線）的鐵路車站，位於日本栃木縣下野市小金井。站名源自於日光街道的小金井宿。

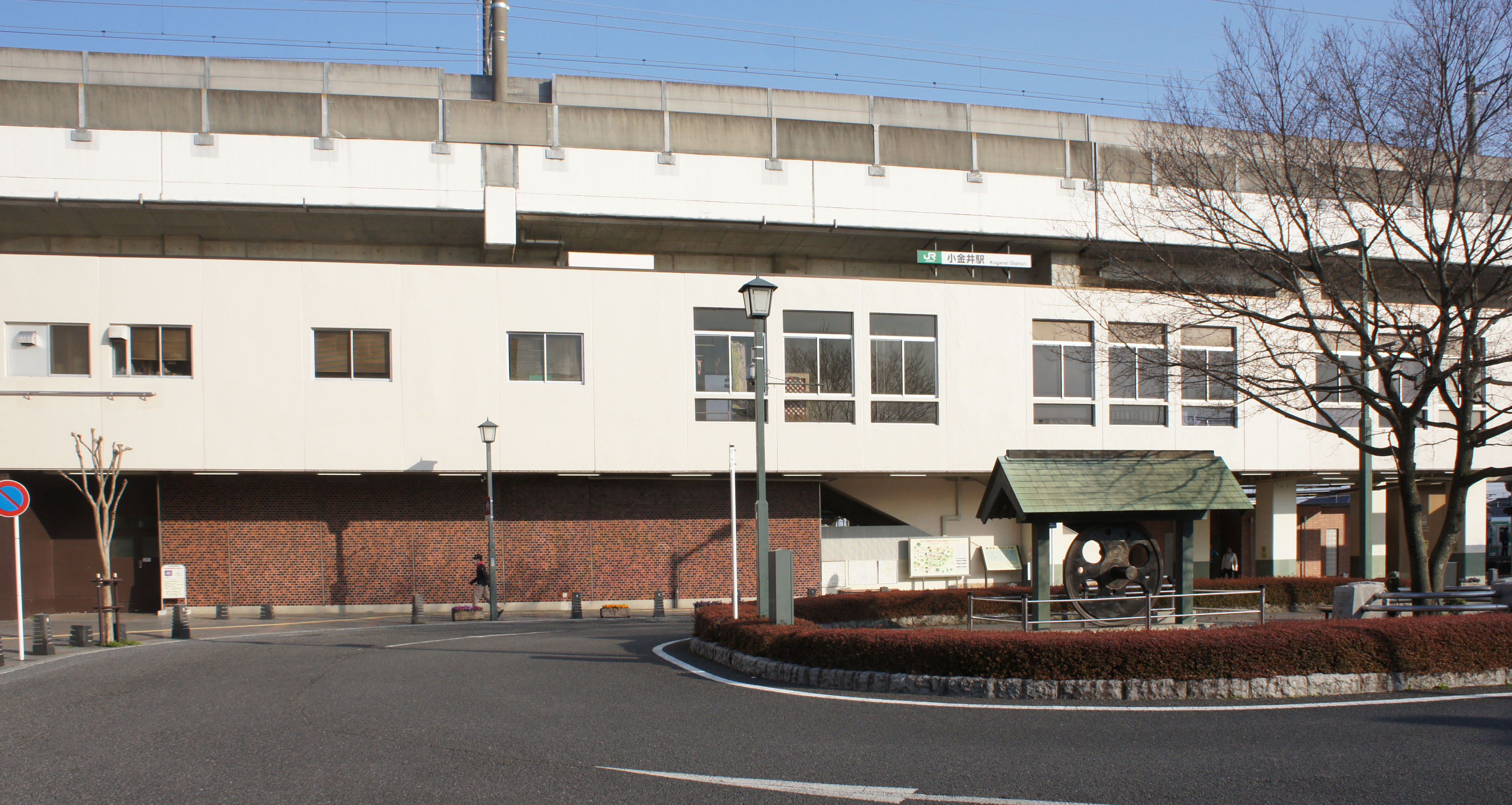
西口（2019年3月）

## 車站構造
本站為擁有島式月台2面4線的車站，並設有跨站式站房。

### 月台配置
| 月台 | 路線                  | 方向 | 目的地                                                            | 備註       |
| ---- | --------------------- | ---- | ----------------------------------------------------------------- | ---------- |
| 1    | ■宇都宮線（東北本線） | 下行 | 宇都宮、黑磯方向                                                  |            |
| 2    | ■宇都宮線（東北本線） | 上行 | 小山、大宮、東京、新宿、橫濱方向 （包括■湘南新宿線、■上野東京線） | 部分始發   |
| 2    | ■宇都宮線（東北本線） | 下行 | 宇都宮、黑磯方向                                                  | 待避、始發 |
| 3、4 | ■宇都宮線（東北本線） | 上行 | 小山、大宮、東京、新宿、橫濱方向 （包括■湘南新宿線、■上野東京線） |            |

（來源：JR東日本:車站構內圖 （页面存档备份，存于））

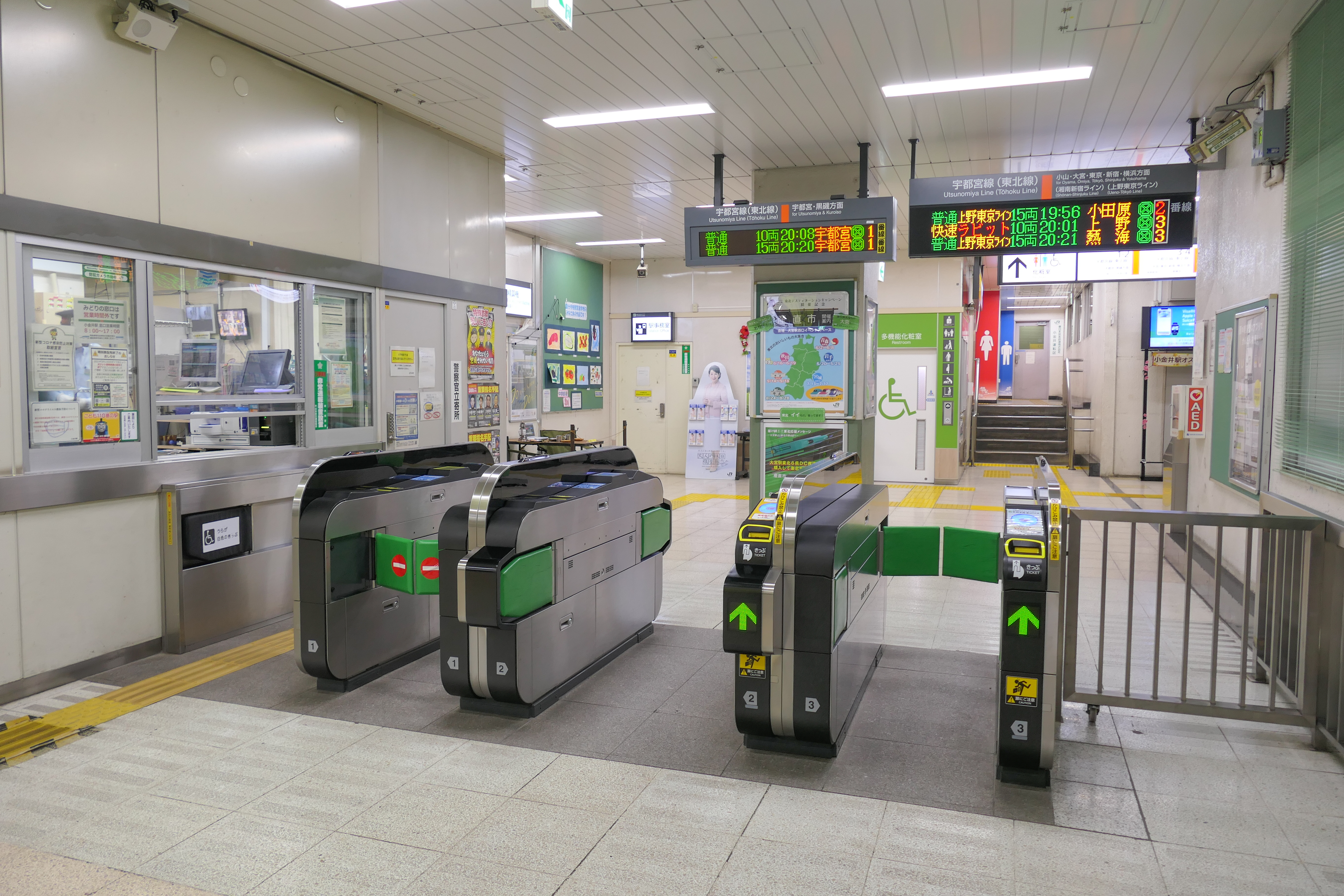
驗票閘口（2021年9月）
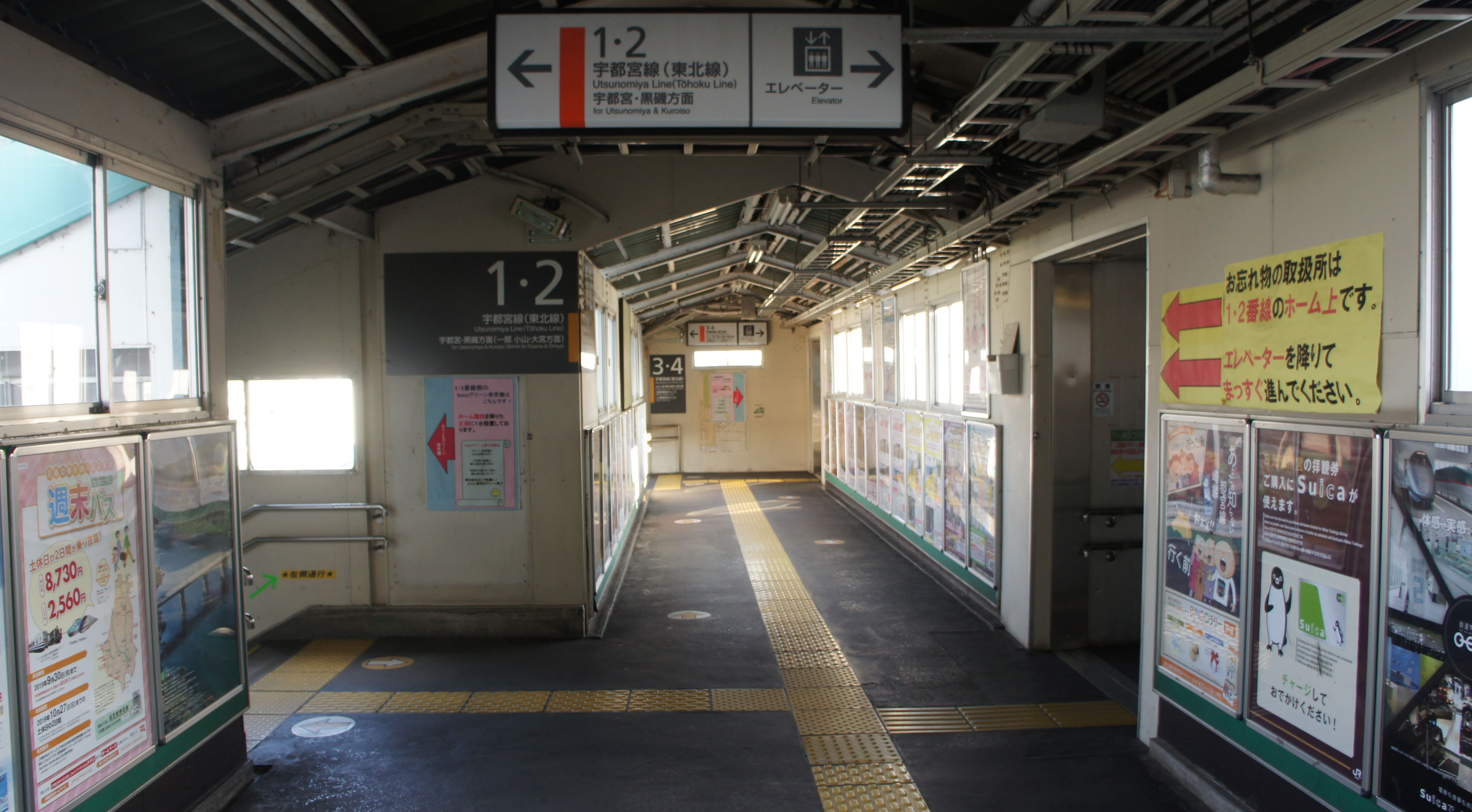
跨線天橋（2019年3月）
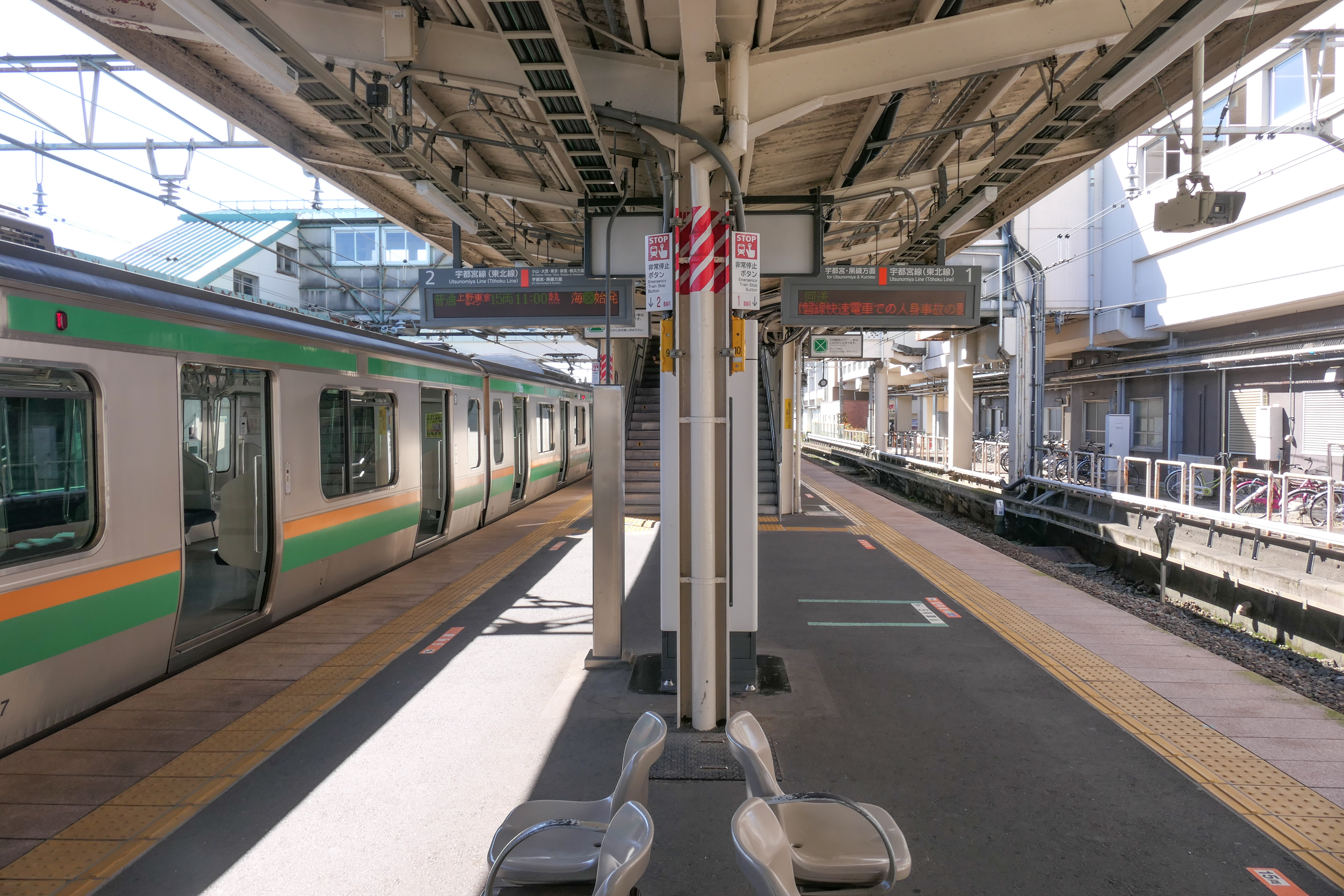
1號與2號月台（2021年10月）
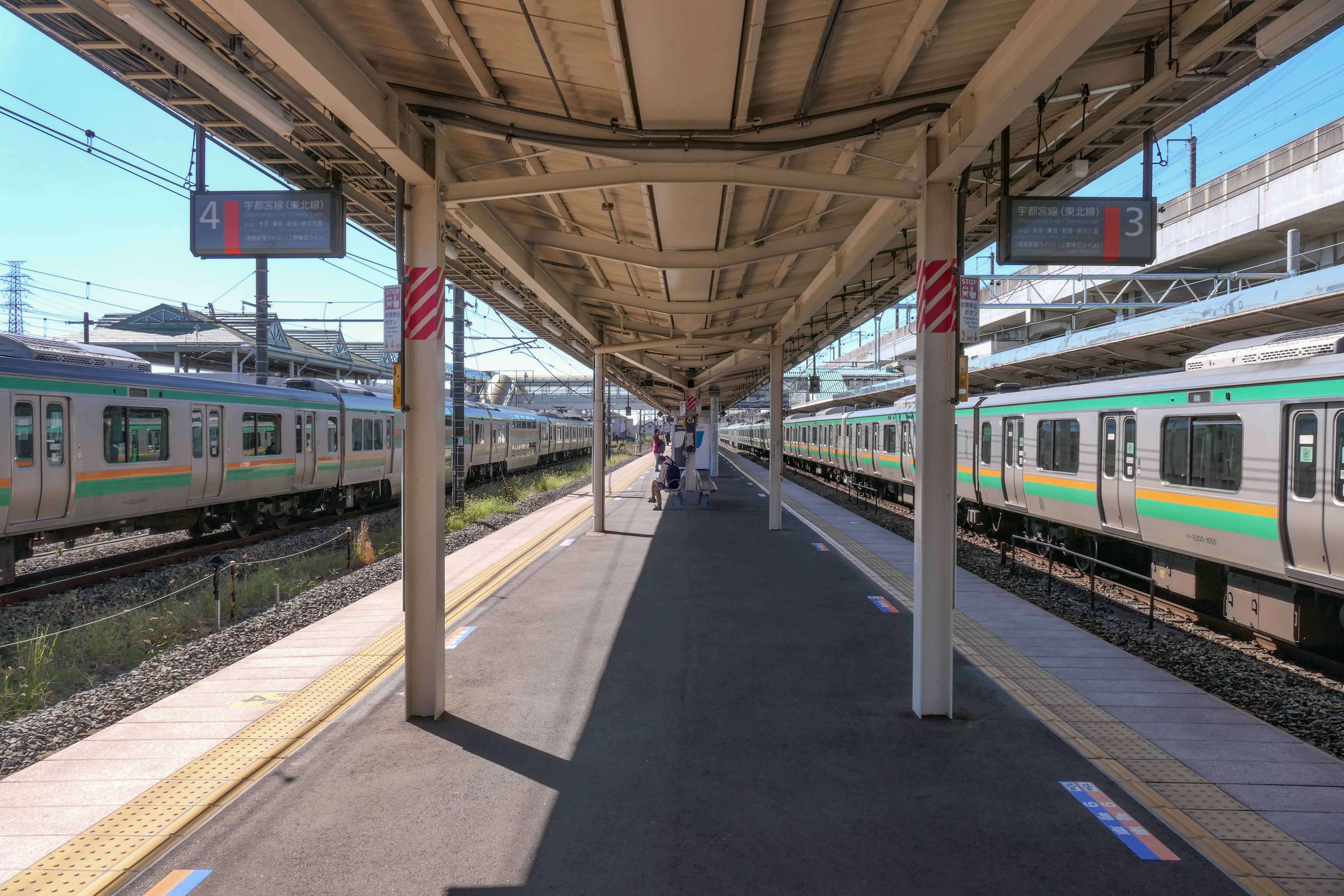
3號與4號月台（2021年10月）

## 使用情況
根據JR東日本，2019年（令和元年）度1日平均上車人次為4,136人。
近年推移如下表。
| 上車人次推移       | 上車人次推移     | 上車人次推移    |
| 年度               | 1日平均 上車人次 | 來源            |
| ------------------ | ---------------- | --------------- |
| 2000年（平成12年） | 4,039            | [ 利用客数 2 ]  |
| 2001年（平成13年） | 4,002            | [ 利用客数 3 ]  |
| 2002年（平成14年） | 3,991            | [ 利用客数 4 ]  |
| 2003年（平成15年） | 3,944            | [ 利用客数 5 ]  |
| 2004年（平成16年） | 3,990            | [ 利用客数 6 ]  |
| 2005年（平成17年） | 3,947            | [ 利用客数 7 ]  |
| 2006年（平成18年） | 3,980            | [ 利用客数 8 ]  |
| 2007年（平成19年） | 4,068            | [ 利用客数 9 ]  |
| 2008年（平成20年） | 4,122            | [ 利用客数 10 ] |
| 2009年（平成21年） | 4,024            | [ 利用客数 11 ] |
| 2010年（平成22年） | 3,988            | [ 利用客数 12 ] |
| 2011年（平成23年） | 3,954            | [ 利用客数 13 ] |
| 2012年（平成24年） | 3,879            | [ 利用客数 14 ] |
| 2013年（平成25年） | 3,965            | [ 利用客数 15 ] |
| 2014年（平成26年） | 3,911            | [ 利用客数 16 ] |
| 2015年（平成27年） | 3,962            | [ 利用客数 17 ] |
| 2016年（平成28年） | 4,028            | [ 利用客数 18 ] |
| 2017年（平成29年） | 4,190            | [ 利用客数 19 ] |
| 2018年（平成30年） | 4,194            | [ 利用客数 20 ] |
| 2019年（令和元年） | 4,136            | [ 利用客数 21 ] |

## 車站周邊
車站北側是宇都宮線、高崎線的主要車輛基地小山車輛中心。

## 歷史
- 1893年（明治26年）3月25日－開業，是日本鐵路的一個車站。
- 1906年（明治39年）11月1日－本站隨日本鐵路一同被國有化。
- 1909年（明治42年）10月12日－制定路線名稱，本站成為東北本線的一個車站。
- 2001年（平成13年）11月18日－智能卡系統Suica正式投入服務。
- 2007年（平成19年）3月9日－隨著本站轉為業務委託站，本站的綠色窗口停業。

## 其他
- 由於鄰近小山車輛中心，因此小金井站一般是列車出廠後首班列車的始發站。另外，部分15輛編組列車中的5輛附屬編組會在本站連結或分離。
- 其他類似站名有東京都小金井市的中央本線「武藏小金井站」「東小金井站」、西武多摩川線的「新小金井站」、東京都小平市的西武新宿線「花小金井站」。

## 相鄰車站
東日本旅客鐵道
■宇都宮線
■通勤快速、■快速「Rabbit」、■普通
小山－小金井－自治醫科大學

### 使用情況
1. ↑  . 東日本旅客鉄道.   [2019-07-11]. （原始内容存档于2019-07-05）.
2. ↑  . 東日本旅客鉄道.   [2019-02-13]. （原始内容存档于2019-03-28）.
3. ↑  . 東日本旅客鉄道.   [2019-02-13]. （原始内容存档于2019-03-28）.
4. ↑  . 東日本旅客鉄道.   [2019-02-13]. （原始内容存档于2019-03-28）.
5. ↑  . 東日本旅客鉄道.   [2019-02-13]. （原始内容存档于2019-03-28）.
6. ↑  . 東日本旅客鉄道.   [2019-02-13]. （原始内容存档于2019-03-28）.
7. ↑  . 東日本旅客鉄道.   [2019-02-13]. （原始内容存档于2019-03-28）.
8. ↑  . 東日本旅客鉄道.   [2019-02-13]. （原始内容存档于2019-03-28）.
9. ↑  . 東日本旅客鉄道.   [2019-02-13]. （原始内容存档于2019-03-28）.
10. ↑  . 東日本旅客鉄道.   [2019-02-13]. （原始内容存档于2019-03-28）.
11. ↑  . 東日本旅客鉄道.   [2019-02-13]. （原始内容存档于2019-03-28）.
12. ↑  . 東日本旅客鉄道.   [2019-02-13]. （原始内容存档于2019-03-28）.
13. ↑  . 東日本旅客鉄道.   [2019-02-13]. （原始内容存档于2019-03-28）.
14. ↑  . 東日本旅客鉄道.   [2019-02-13]. （原始内容存档于2019-03-28）.
15. ↑  . 東日本旅客鉄道.   [2019-02-13]. （原始内容存档于2019-03-28）.
16. ↑  . 東日本旅客鉄道.   [2019-02-13]. （原始内容存档于2019-03-28）.
17. ↑  . 東日本旅客鉄道.   [2019-02-13]. （原始内容存档于2019-03-23）.
18. ↑  . 東日本旅客鉄道.   [2019-02-13]. （原始内容存档于2019-03-28）.
19. ↑  . 東日本旅客鉄道.   [2019-02-13]. （原始内容存档于2019-03-21）.
20. ↑  . 東日本旅客鉄道.   [2019-07-11]. （原始内容存档于2019-07-05）.
21. ↑  . 東日本旅客鉄道.   [2020-07-10]. （原始内容存档于2020-07-10）.

## 外部連結
- 車站資訊（小金井）：東日本旅客鐵道

36°22′27.35″N 139°50′31.66″E / 36.3742639°N 139.8421278°E